# John W. Snow
Pour les articles homonymes, voir Snow et John Snow (homonymie).
Pour l’article ayant un titre homophone, voir Jon Snow.
John William Snow, né le 2 août 1939 à Toledo (Ohio), est un homme politique américain. Membre du Parti républicain, il est secrétaire au Trésor entre 2002 et 2006 dans l'administration du président George W. Bush.

## Biographie
Diplômé d’un doctorat en économie de l’université de Virginie, il est également diplômé d’une licence en droit acquis à l’université George Washington en 1967.
Il enseigne l'économie à l'université du Maryland puis à celle de Virginie ainsi que le droit à l’université George Washington.
Il a également travaillé dans diverses administrations publiques et privées à des postes hautement qualifiés avant d’être nommé le 13 janvier 2003 au secrétariat du Trésor, confirmé à l’unanimité par le Sénat.

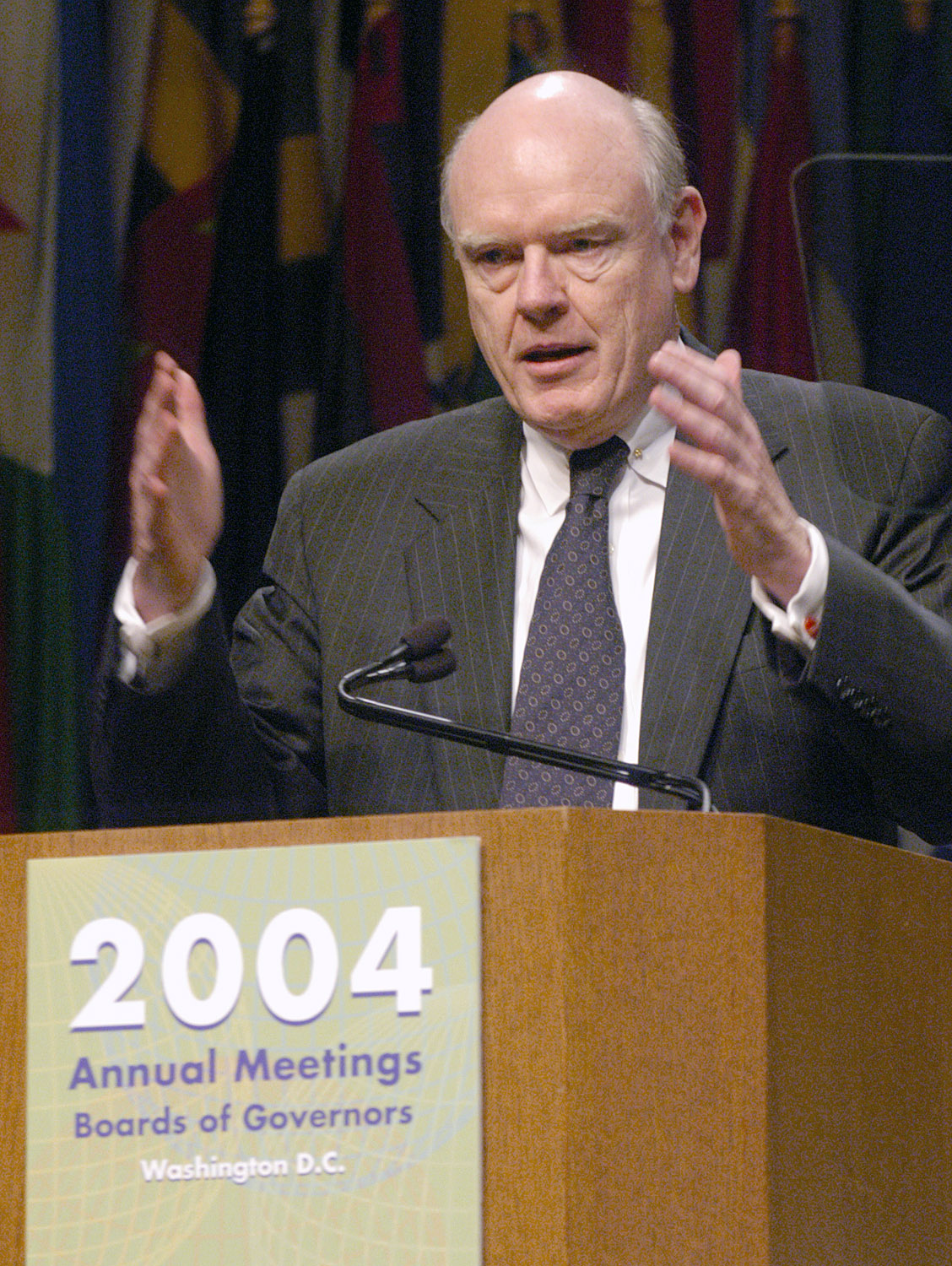
John W. Snow, le 23 octobre 2004.

Libéral convaincu, il est accusé de laisser filer le dollar pour compenser le déficit budgétaire américain et relancer les exportations[réf. nécessaire].
Donné partant par les spécialistes après la réélection de George W. Bush, il est contre toute attente maintenu à son poste de secrétaire du Trésor.
Lors de son mandat, il bénéficia d'une conjoncture économique excellente avec une croissance solide de 3,7 % en moyenne, atteignant 5,3 % en rythme annuel au premier trimestre 2006 et d'un chômage faible à 4,7 % de la population active.
Cependant, ni lui ni George W. Bush ne réussirent à obtenir de crédit pour ces résultats dans l'opinion.
Le 26 mai 2006, il annonce sa démission du gouvernement (pour le 3 juillet). Le 30 mai, le président nomme Henry Paulson pour lui succéder.

## Vie privée
Marié et père de 3 enfants et grand-père de 3 petits-enfants, il habite à Richmond en Virginie.